# Jamtamót
Jamtamót era el calificativo que recibía la asamblea de hombres libres de Jämtland, en Suecia, uno de los más antiguos parlamentos del mundo, posiblente establecida hacia la segunda mitad del siglo X, tras el Althing de Islandia (año 930). Su nombre difire de otras asambleas contemporáneas en Escandinavia que añadían el sufijo -þing, refiriéndose como mót, aunque ambos son sinónimos de «asamblea». El sufijo mót también aparece en la institución pública de la Inglaterra anglosajona llamada Witenagemot.